# Gare de Courcelles-le-Comte
Pour les articles homonymes, voir Gare de Courcelles.
La gare de Courcelles-le-Comte est une gare ferroviaire française de la ligne de Paris-Nord à Lille, située sur le territoire de la commune de Courcelles-le-Comte, dans le département du Pas-de-Calais, en région Hauts-de-France.
C'est une halte voyageurs de la Société nationale des chemins de fer français (SNCF), desservie par des trains TER Hauts-de-France.

## Situation ferroviaire
Établie à 110 mètres d'altitude, la gare de Courcelles-le-Comte est située au point kilométrique (PK) 178,145 de la ligne de Paris-Nord à Lille, entre les gares d'Achiet et de Boisleux.

## Service des voyageurs

### Accueil
Halte SNCF, c'est un point d'arrêt non géré à accès libre.

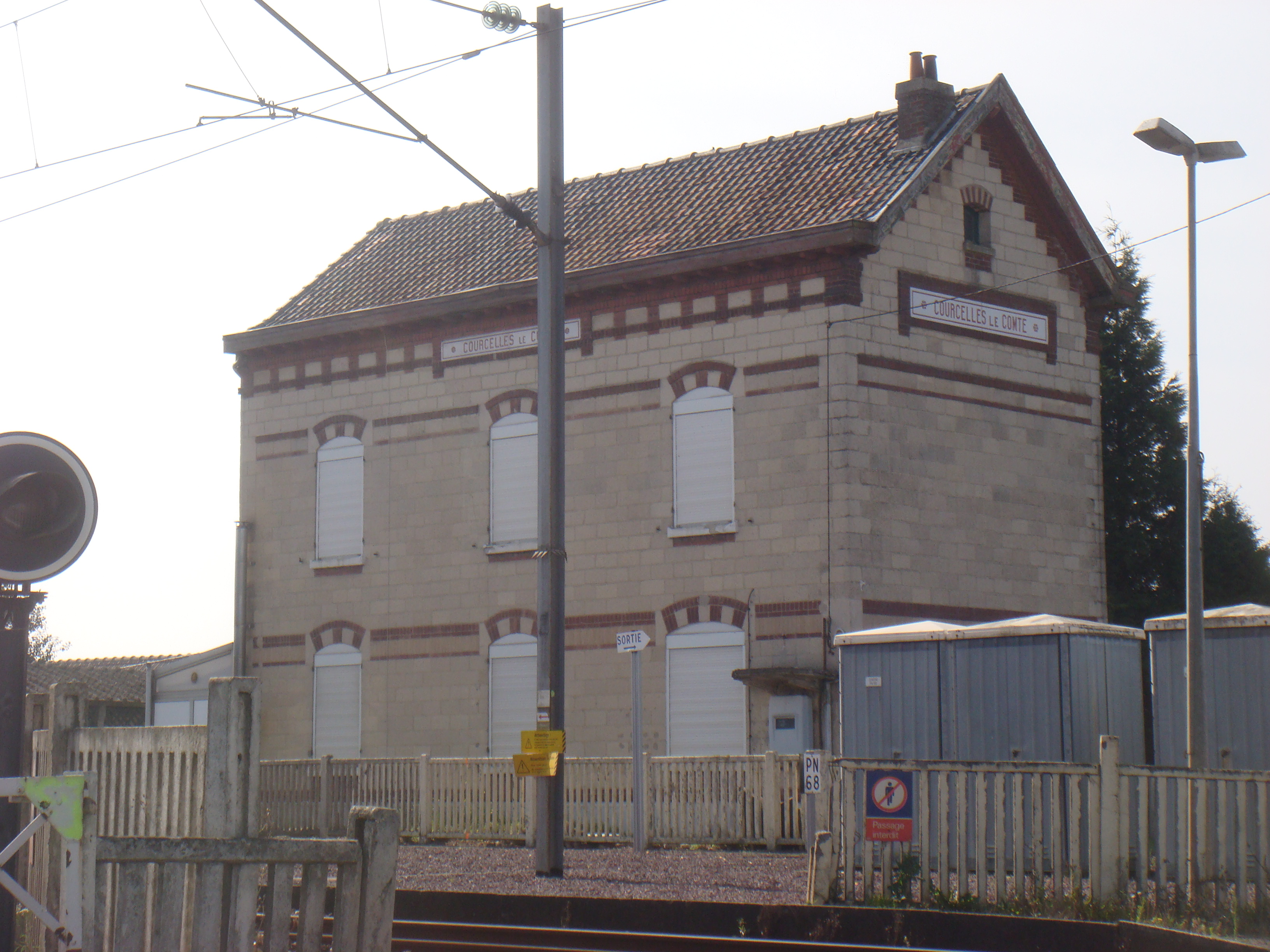
La gare fermée (août 2013).

### Desserte
Courcelles-le-Comte est desservie par des trains TER Hauts-de-France, qui effectuent des missions entre les gares d'Amiens et Arras.

### Intermodalité
Il n'y a ni parc pour les vélos ni parking pour les véhicules. 